# D'Entrecasteaux-öarna

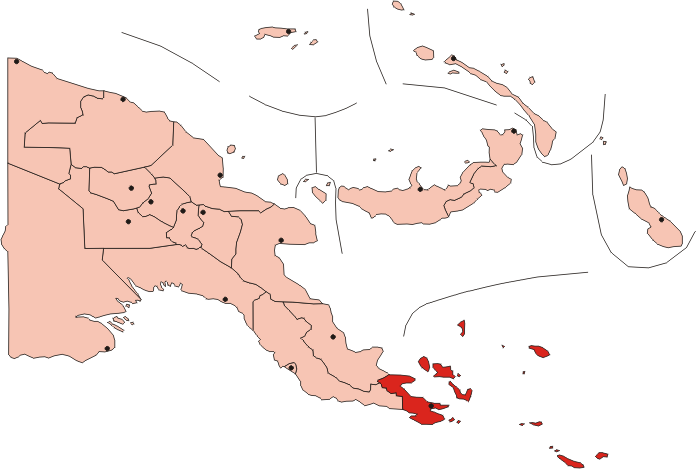
Översiktskarta.

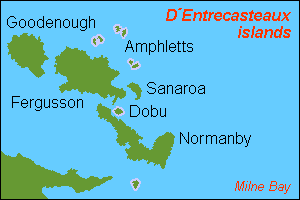
D'Entrecasteaux-öarna.

D'Entrecasteaux-öarna är en ögrupp i västra Stilla havet som tillhör Papua Nya Guinea.

## Geografi
D'Entrecasteaux-öarna utgör en del av Milne Bay-provinsen och ligger sydöst om Nya Guinea, nordväst om Louisiadeöarna och söder om Trobriandöarna. Geografiskt ligger öarna i Melanesien.
Öarna är en grupp vulkanöar och har en area om cirka 3 100 km² fördelad på de större öarna
- Goodenough (Nidula), cirka 687 km²
- Fergusson (Moratau), cirka 1 345 km²
- Normanby (Duau) - huvudön, cirka 1 036 km²

och en rad småöar med bland annat
- Amphlett-öarna
- Dobu
- Sanaroa

Befolkningen uppgår till cirka 50 000 invånare. Huvudorten ligger på Normanbys nordvästra del och heter Esa'ala där de flesta bor. Den högsta höjden Mount Vineuo med cirka 2 530 meter över havet ligger på Goodenough.

## Historia
D'Entrecasteaux-öarna har troligen bebotts av polynesier sedan cirka 1500 f.Kr. Området är känd för sin traditionella Kula ring som är ett bytessystem. De upptäcktes tillsammans med Trobriandöarna av franske kapten Joseph d'Entrecasteaux 1793 under sökandet efter de La Pérouse.
1873 utforskades och kartlades ögruppen brittiske kapten John Moresby med sitt fartyg "HMS Basilisk".
Åren 1914 till 1916 samt 1917 till 1918 utförde antropologen Bronisław Malinowski studier av befolkningen på D'Entrecasteaux-öarna och på Trobriandöarna.
1942 till 1943 ockuperades ögruppen av Japan.